# クレブソルミディウム藻綱
クレブソルミディウム藻綱（） (学名: Klebsormidiophyceae) は、ストレプト植物に属する緑藻の一群である。無分枝糸状体またはサルシナ状群体 (複数の細胞が3次元的に密着した細胞塊) を形成する。多くは岩や壁、樹皮上など陸上域に生育している気生藻である。

## 特徴
無分枝糸状体 (Klebsormidium, Entransia, Hormidiella) (右図, 下図1) またはサルシナ状群体 (Interfilum, Streptosarcina)、まれにいびつな分枝糸状体であり、いずれも原形質連絡をもたない。糸状体では、付着器の形成や頂端の細胞の分化が見られることがある。

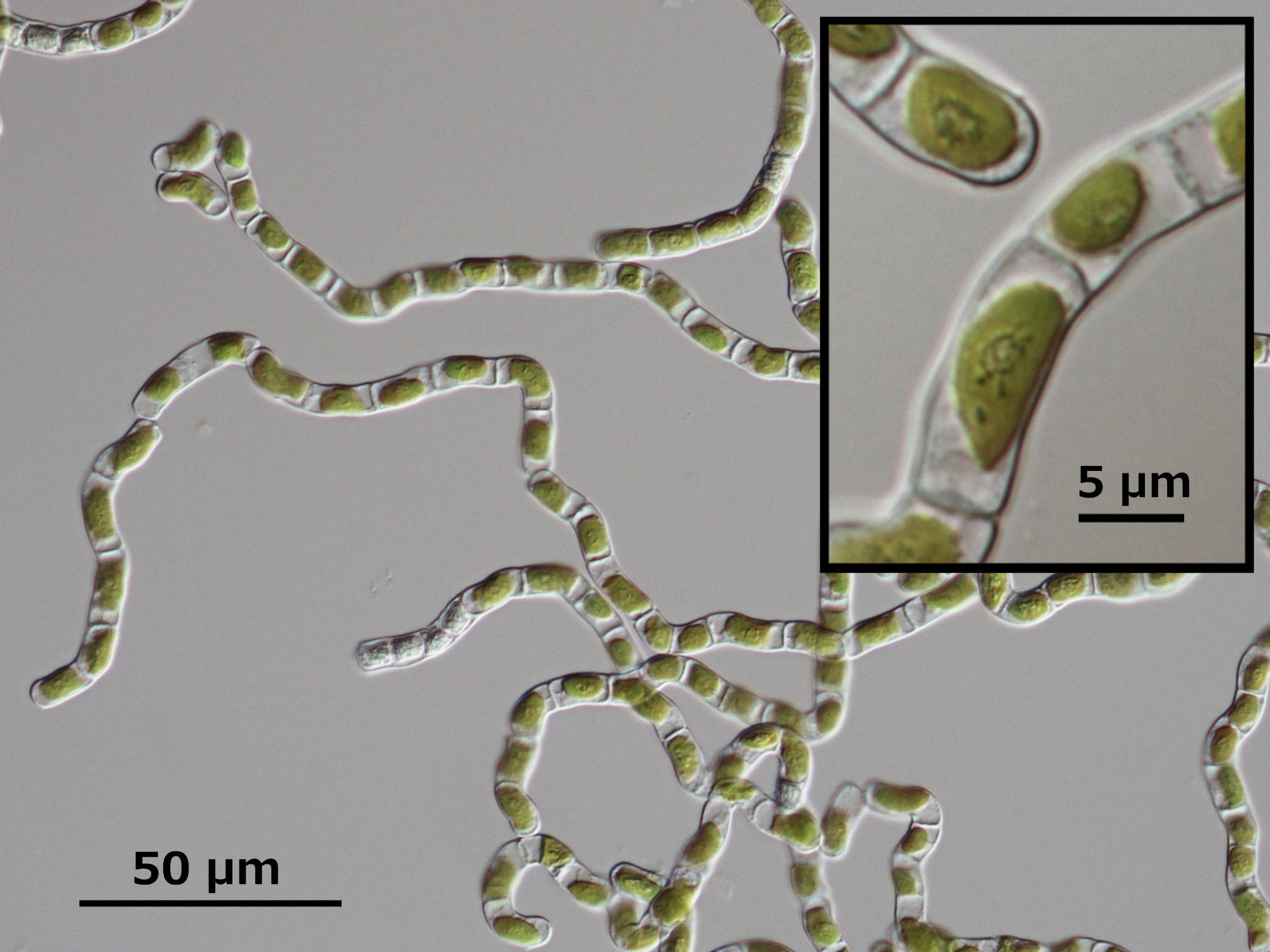
1. : 右上の拡大像の葉緑体中にピレノイドが見える

各細胞は側膜性 (細胞膜に沿って位置する) の葉緑体を１個もち、葉緑体中には１〜数個のピレノイドが存在する (左図1)。ピレノイド基質は多数のデンプン粒で囲まれ、ふつう多数のチラコイド膜が貫通している。葉緑体と核の間にペルオキシソームが存在する。
Klebsormidium nitens において核ゲノム塩基配列が報告されており、強光防御や植物ホルモンに関する陸上植物に見られる遺伝子が、クレブソルミディウム類にも存在することが示されている
。核分裂は開放型 (核分裂中に核膜は消失する)、中間紡錘体は残存性である。細胞質分裂は求心的な細胞膜の環状収縮により、明瞭なフラグモプラスト (隔膜形成体) は出現しない。
藻体の断片化や不動胞子、遊走子 (鞭毛をもつ胞子) 形成による無性生殖を行う。エントランシア属 (Entransia) では、糸状体の一部で制御された細胞死 (プログラム細胞死) が起こり、分断化することで無性生殖を行う。遊走子は1細胞に1個形成され、細胞壁にできた逸出孔を通って放出される。遊走子は細胞亜頂端から側方へ平行に伸びる２本の鞭毛をもつ。遊走子は裸 (他のストレプト藻の遊走子に一般的な鱗片を欠く) であり、葉緑体は1個、眼点を欠く。鞭毛装置は非対称な側方型である。
Hormidiella bharatiansis において異形配偶 (大小の配偶子が合体) が報告されているが、この種がクレブソルミディウム藻綱に属するか否かは明らかではない。

## 生態
クレブソルミディウム藻の多くは樹皮、岩、壁などの陸上環境に普遍的な気生藻であり、また土壌クラスト (土壌表面の緻密な薄層) を形成することもある。一方、淡水域に生育する種もいる。酸性の鉱山排水から見つかる種もおり、重金属除去への利用も考えられている。
陸上環境に生育するクレブソルミディウム類は、乾燥や強光など陸上環境への適応を示す。陸生の種は紫外線吸収アミノ酸をもつが、水生の種はこれを欠く。また高山の土壌に生育する種は、高い浸透圧を維持することや、柔軟な細胞壁で膨圧を維持することで乾燥に対応している。そのような種の中には、原形質分離をしても細胞が破損しないものもいる。インターフィルム属 (Interfilum) は、体積に対して表面積が小さいサルシナ状群体の形をとり、さらに粘液質に包まれていることで乾燥に適応していると考えられている。

## 系統と分類
現在クレブソルミディウム藻綱に分類される藻類は、古くはその体制 (大まかな体のつくり) に基づいて分類されていた。無分枝糸状体であるクレブソルミディウム属 (Klebsormidium) は、同様な体制をもつヒビミドロ属 (現在はアオサ藻綱) やウロネマ属 (現在は緑藻綱) などと共に緑藻綱ヒビミドロ目ヒビミドロ科 (現在ではヒビミドロ目ヒビミドロ科はアオサ藻綱の分類群とされる) に分類されていた。さらにヒビミドロ属に分類されていた種もある。
その後、鞭毛細胞の構造や細胞分裂様式、一部の生化学的な特徴から、クレブソルミディウム類はストレプト植物 (陸上植物を含む系統群) に属すると考えられるようになり、それに続く分子系統学的研究からもその系統的位置が支持された。
ストレプト植物の中では、クレブソルミディウム藻綱はフラグモプラスト植物 (陸上植物、シャジクモ類、コレオケーテ類、接合藻からなる系統群) の姉妹群であると考えられている。
上記のように、クレブソルミディウム類は陸上植物に近縁な緑藻であると考えられるようになり、シャジクモ類やコレオケーテ類、接合藻などとともに広義の車軸藻綱 (Charophyceae sensu lato) に分類されるようになった。ただしこの意味での車軸藻綱は明らかに非単系統群 (側系統群) であり、クレブソルミディウム類は現在ではふつう独立の綱、クレブソルミディウム藻綱 (Klebsormidiophyceae) に分類され、また独立の門、クレブソルミディウム植物門 (Klebsormidiophyta) に分類されることもある。
2019年現在、クレブソルミディウム藻綱には5属30種ほどが知られる。暫定的にストレプトフィルム属 (Streptofilum) がクレブソルミディウム藻綱に含められることがあるが、この属のストレプト植物内での位置ははっきりしていない。また微細構造学的研究（細胞分裂様式）から、ラフィドネマ属 (Raphidonema) やスティココックス属 (Stichococcus)、コリエラ属 (Koliella) はクレブソルミディウム類への所属が示唆されたことがある。しかし分子系統学的研究からは、これらの藻類は緑藻植物門トレボウクシア藻綱に属することが示されている。
|  | ホルミディエラ属 (Hormidiella)        |
|  |                                       |
|  | ストレプトサルシナ属 (Streptosarcina) |
|  |                                       |

|  | インターフィルム属 (Interfilum)        |
|  |                                        |
|  | クレブソルミディウム属 (Klebsormidium) |
|  |                                        |

|  | ホルミディエラ属 (Hormidiella)        |
|  |                                       |
|  | ストレプトサルシナ属 (Streptosarcina) |
|  |                                       |

|  | インターフィルム属 (Interfilum)        |
|  |                                        |
|  | クレブソルミディウム属 (Klebsormidium) |
|  |                                        |

|  | ホルミディエラ属 (Hormidiella)        |
|  |                                       |
|  | ストレプトサルシナ属 (Streptosarcina) |
|  |                                       |

|  | インターフィルム属 (Interfilum)        |
|  |                                        |
|  | クレブソルミディウム属 (Klebsormidium) |
|  |                                        |

|  | ホルミディエラ属 (Hormidiella)        |
|  |                                       |
|  | ストレプトサルシナ属 (Streptosarcina) |
|  |                                       |

|  | インターフィルム属 (Interfilum)        |
|  |                                        |
|  | クレブソルミディウム属 (Klebsormidium) |
|  |                                        |

|  | ホルミディエラ属 (Hormidiella)        |
|  |                                       |
|  | ストレプトサルシナ属 (Streptosarcina) |
|  |                                       |

|  | インターフィルム属 (Interfilum)        |
|  |                                        |
|  | クレブソルミディウム属 (Klebsormidium) |
|  |                                        |

|  | ホルミディエラ属 (Hormidiella)        |
|  |                                       |
|  | ストレプトサルシナ属 (Streptosarcina) |
|  |                                       |

|  | インターフィルム属 (Interfilum)        |
|  |                                        |
|  | クレブソルミディウム属 (Klebsormidium) |
|  |                                        |

|  | ホルミディエラ属 (Hormidiella)        |
|  |                                       |
|  | ストレプトサルシナ属 (Streptosarcina) |
|  |                                       |

|  | インターフィルム属 (Interfilum)        |
|  |                                        |
|  | クレブソルミディウム属 (Klebsormidium) |
|  |                                        |

|  | ホルミディエラ属 (Hormidiella)        |
|  |                                       |
|  | ストレプトサルシナ属 (Streptosarcina) |
|  |                                       |

|  | インターフィルム属 (Interfilum)        |
|  |                                        |
|  | クレブソルミディウム属 (Klebsormidium) |
|  |                                        |

| クレブソルミディウム藻綱の分類体系の1例 (2019年現在) - クレブソルミディウム植物門 Klebsormidiophyta - クレブソルミディウム藻綱 Klebsormidiophyceae C.Hoek, D.G.Mann & H.M.Jahns, 1995 - クレブソルミディウム目 Klebsormidiales K.D.Stewart & K.R.Mattox, 1975 - クレブソルミディウム科 Klebsormidiaceae K.D.Stewart & K.R.Mattox, 1975 - エントランシア属 Entransia E.O.Hughes, 1948 無分枝糸状体。頂端に突起をもつことがある。葉緑体は複数のピレノイドをもつ。淡水中に生育。 - ホルミディエラ属 Hormidiella M.O.P.Iyengar & Kanthamma, 1940 無分枝糸状体。基部に短い柄状構造をもつ。ピレノイド基質は均質。 - ストレプトサルシナ属 Streptosarcina T.Mikhailyuk & A.Lukešová, 2018 サルシナ状群体または分枝糸状体。粘液質を欠く。ピレノイド基質は均質。 - インターフィルム属 Interfilum Chodat, 1922 サルシナ状群体。粘液質外被発達。 - クレブソルミディウム属 Klebsormidium P.C.Silva, Mattox & W.H.Blackwell, 1972 無分枝糸状体。ときに薄い粘液質。 - 所属不明 - ストレプトフィルム属 Streptofilum T.Mikhailyuk & A.Lukešová, 2018 短い無分枝糸状群体、ときに分断。粘液質で覆われる。 |